# Nokia 5330 XpressMusic
Il Nokia 5330 XpressMusic è un telefono cellulare prodotto dall'azienda finlandese Nokia e messo in commercio nel 2009.

## Caratteristiche
- Dimensioni: 101,2 x 48,5 x 14 mm
- Massa: 113 g
- Risoluzione display: 360 x 640 pixel a 16 milioni di colori
- Durata batteria in conversazione: 7 ore
- Durata batteria in standby: 350 ore (14 giorni)
- Memoria: 70 MB espandibile con MicroSD
- Fotocamera: 3.2 megapixel
- Bluetooth e USB